# Gary Russell Jr.
Pour les articles homonymes, voir Russell.
Gary Russell Jr. est un boxeur américain né le 5 juin 1988 à Washington.

## Carrière
Passé professionnel en 2009, il devient champion du monde des poids plumes WBC le 28 mars 2015 en battant Jhonny Gonzalez par arrêt de l'arbitre à la 4e reprise. Russell conserve son titre en battant par arrêt de l'arbitre au 2e round Patrick Hyland le 16 avril 2016 puis au 7e round Oscar Escandon le 20 mai 2017. Il s'impose également aux points le 19 mai 2018 face à Joseph Diaz puis bat le 18 mai 2019 Kiko Martinez par arrêt de l'arbitre au 5e round et le 8 février 2020 Nyambayaryn Tögstsogt aux points.
Le 22 janvier 2022, l’Américain est à son tour battu aux points par Mark Magsayo.